# Český šlechtický kříž
Český šlechtický kříž (německy: Böhmisches Adelskreuz) bylo rakouské vyznamenání, udělené císařem Františkem I. dne 3. května 1814 příslušníkům šlechtické české gardy, kteří jej doprovodili do dobyté Paříže.
Česká šlechtická garda (Noblegarde) byla skupina 38 českých šlechticů, kteří doprovázeli a chránili císaře během jeho tažení na Paříž, po porážce Napoleona I. u Lipska. Na památku tohoto tažení byl zřízen a jednorázově udělen tento kříž všem 38 gardistům. Jedná se o první oficiální vyznamenání, které bylo uděleno pouze Čechům. Vzhledem k tomu, že bylo vyrobeno pouze 38 kusů, z nichž se dochovalo pouze několik, jedná se o jedno z nejvzácnějších českých vyznamenání.
Kříž byl vyroben ze zlata v podobě červeně smaltovaného maltézského kříže. Uprostřed je kruhový medailon, na lící červený s českým stříbrným lvem, na bílém rubu se nachází černý nápis NOB. BOHEMIS. BELLOGALL. FIDIS CORPORIS CUSTODIBUS. FRANC.AUG. MDCCCXIV. (Českým šlechticům, věrným tělesným strážcům, za francouzské války císař František, 1814). Stuha je bílá s červeným pruhem uprostřed. Také použité zemské barvy dosvědčují, že vyznamenání bylo určeno pro obyvatele českého království.
Český šlechtický kříž sloužil za vzor Řádu Bílého lva zřízeného v Československu r. 1922.